# DN15B
De DN15B (Drum Național 15B of Nationale weg 15B) is een weg in Roemenië. Hij loopt van Poiana Largului via Târgu Neamț naar Cristești. De weg is 44 kilometer lang. 